# Ismaïlia (stad)
Ismaïlia (Arabisch: الإسماعيلية) is een stad in Egypte op de westoever van het Suezkanaal en het bestuurlijk centrum van het gouvernement Ismaïlia. De stad telt met de buitengebieden erbij ongeveer 750.000 inwoners.

## Geboren in Ismaïlia
- Claude François (1939-1978), Frans zanger
- Mohamed El Yamani (1982), voormalig profvoetballer
- Ahmed Hegazy (1991), profvoetballer

## Sport
In de stad speelt de gelijknamige voetbalclub Ismaily SC.